# Hamuliakovo
Hamuliakovo (historicky slov. Gutora i Gutor, maďarsky Gútor; německy Gutern) je obec na Slovensku, v okrese Senec v Bratislavském kraji. Žije zde přibližně 2 600 obyvatel. První písemná zmínka o obci pochází z roku 1242.
V obci se nachází románský římskokatolický kostel svatého Kříže z 13. století.